# Sankt Sarkiskatedralen, Teheran
Sankt Sarkiskatedralen ligger centralt i Irans huvudstad Teheran. Katedralen är domkyrka för Armeniska apostoliska kyrkans stift i Teheran och bär sitt namn efter fältherren och helgonet Sarkis. Byggnaden har betydelse för den armeniska gemenskapens kulturella identitet i Iran och fungerar som en samlingspunkt för armenier i Teheran.

## Kyrkobyggnaden
Byggandet av katedralen påbörjades år 1964 och slutfördes år 1970. En renovering genomfördes år 2000. Katedralen som är 36,5 meter lång och 17,8 meter bred är Teherans största kyrkobyggnad. Byggnaden är enskeppig och har en stomme av betong. Ytterväggar och golv är täckta med marmor, medan innerväggar och innertak är täckta med kalk. Vid västra kortsidan finns huvudingången som flankeras av två torn med spetskupoler. Vid östra sidan finns en halvrund absid. I byggnadens mitt finns en stor spetskupol. För att spetskupolen inte skulle rasa ner försågs kyrkorummet med fyra bärande pelare. Kyrkorummet har en korsformad planform där altaret står på ett upphöjt kor i öster.

## Bildgalleri

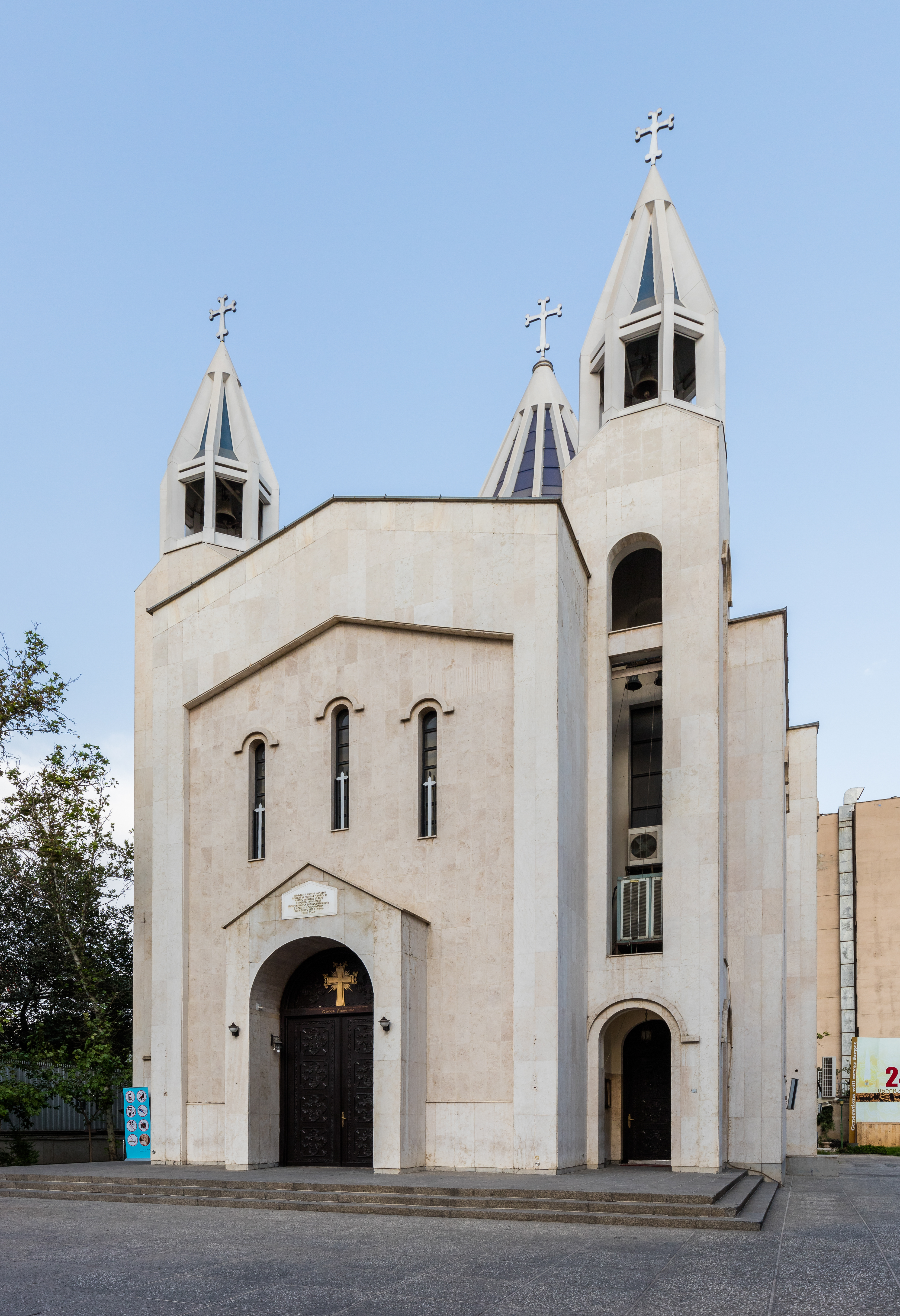
Katedralen framifrån och lite från sidan
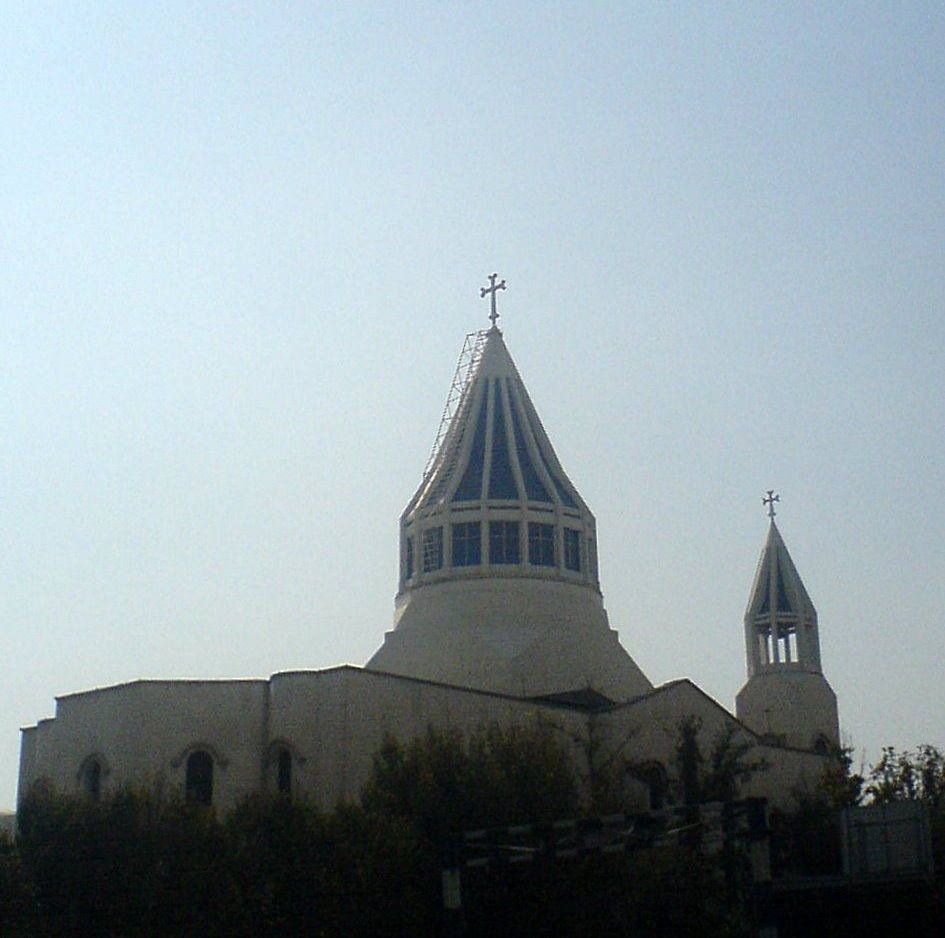
Katedralen från sidan
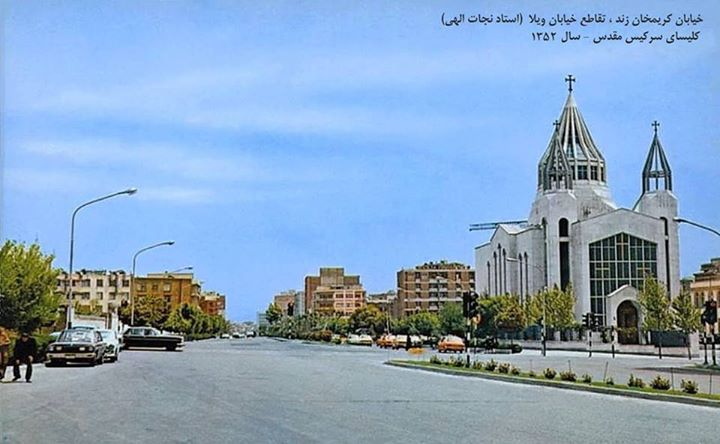
Gatuvy år 1973